# Massy (Essonne)
Massy è un comune francese di 41 254 abitanti situato nel dipartimento dell'Essonne nella regione dell'Île-de-France. È uno dei comuni dell'antica provincia francese dell'Hurepoix.

## Società

### Evoluzione demografica
Abitanti censiti

## Amministrazione

### Gemellaggi
- Faro (Portogallo) dal 1990
- Ascoli Piceno dal 1997